# Vescomtat de Forgas
El Vescomtat de Forgas és un títol nobiliari espanyol creat el 30 de maig de 1919 pel rei Alfons XIII a favor de Joan Maria Forgas i Frígola, Senador del Regne i Diputat a Corts.

## Vescomtes de Forgas
|                         | Titular                      | Període                 |
| creació per Alfons XIII | creació per Alfons XIII      | creació per Alfons XIII |
| ----------------------- | ---------------------------- | ----------------------- |
| I                       | Joan Maria Forgas i Frígola  | 1919-1932               |
| II                      | Oscar Maria Forgas i Pascual | 1950-1974               |
| Vacant                  |                              |                         |

## Història dels Vescomtes de Forgas
- Joan Maria Forgas i Frígola (1862-1932), I vescomte de Forgas.

1. Casat amb Pilar Pascual i Puig. El succeí, en 1950, el seu fill:

- Oscar Maria Forgas i Pascual (1898-1974), II vescomte de Forgas.

1. Casat amb Elena Cano y Martínez de Bretón.